# Danske bibeloversættelser
Siden 1400-tallet kendes en lang række danske bibeloversættelser af forskellig herkomst. Den første komplette danske bibeloversættelse er Christian 3.s bibel fra 1550, som var oversat af Christiern Pedersen på grundlag af Martin Luthers oversættelse af Bibelen til tysk, men tidligere var der udkommet oversættelser af mindre dele af bibelen, fx Christian 2.s Nye Testamente fra 1524, som var den første trykte bibeludgivelse på dansk. Siden er der kommer mange reviderede udgaver og nyoversættelser fra grundsprogene, hebraisk, aramæisk og græsk, eller med andre oversættelser som reference. Flere nyere oversættelser findes også som lydbøger og e-bøger på internettet.
I dag anvendes i den danske Folkekirke Bibelselskabets autoriserede oversættelse fra 1992. I mange hjem findes Bibelselskabets tidligere udgave fra 1931/1948. Derudover findes der flere oversættelser af hele Bibelen eller dele af den, som bruges andre steder end i Folkekirken som Bibelen på hverdagsdansk (International Bible Society 1992) og Den Nye Aftale (Bibelselskabet 2007). Jehovas Vidner har bibeloversættelsen, Ny Verden-Oversættelsen (Vagttårnets Bibel- og Traktatselskab 1985/1993).

## Hovedtræk i de danske bibeloversættelsers historie
De danske bibeloversættelsers historie kan inddeles i tre hovedfaser. Før dem findes enkelte delvise oversættelser af bibelskrifter til dansk, væsentligst og tidligst et håndskrift fra ca. 1480 med bibelens første 12 bøger oversat til dansk fra den latinske Vulgata.

### Første fase: Arven fra Luther (1500 – 1600-tallet)
Med reformationen fulgte en øget interesse for Bibelens ordlyd og tilgængelighed på folkesprogene. Luther udgav i 1522 sin nyoversættelse af det Nye Testamente fra græsk og i 1534 en komplet oversættelse af hele bibelen på basis af de græske og hebræiske grundskrifter. I kølvandet sås også i Danmark et behov for en grundig, dansk bibeloversættelse, og allerede i 1524 udkom Christian 2.s Nye Testamente på basis af Luthers oversættelse to år tidligere. I 1550 kom Christian 3.s danske bibel, som er den første fuldstændige oversættelse af bibelen på dansk. Disse oversættelser kendetegnes ved at tilstræbe en meningsbaseret oversættelse og i mindre grad den konkrete ordlyd i grundskrifterne. Til samme formål blev teksterne også ofte forsynet med forord og sammenfatninger eller referater, der kort forklarede indholdet og betydningen.
I denne tradition ligger også en række senere revisioner af oversættelsen fra 1550, særligt Frederik 2.s Bibel fra 1589 og Christian 4.s Bibel fra 1633.

### Anden fase: Den resen-svaningske bibel (1600 – 1800-tallet)
I 1607 udgav biskop Hans Poulsen Resen en ny dansk oversættelse af hele bibelen direkte fra grundsprogene, hebræisk og græsk, og i 1647 udkom en revideret udgave af Hans Svane. Med disse to udgivelser grundlagdes en ny tradition inden for dansk bibeloversættelse – den resen-svaningske tradition. Idealet var nu ikke så meget en meningsbaseret oversættelse, men en så nøjagtig som muligt dansk gengivelse af den hebræiske og græske originalteksts ordlyd, også selv om det gør oversættelsen vanskeligere at læse på dansk. Valget var præget af forestillingen om verbalinspiration, at den oprindelige bibeltekst var et udtryk for Guds mere eller mindre ordrette diktat, og at man derfor måtte vare sig for ved en friere oversættelse at udvande de hellige skrifters mening. Den resen-svaningske tradition blev dominerende i dansk bibeloversættelseshistorie de næste par hundrede år, hvor der udkom talrige revisioner af bibelen fra 1647 – herunder fx Christian 6.s Bibel fra 1740, der som den første blev udgivet under Det Kongelige Vajsenhus' monopol. Den sidste store, officielle danske bibeloversættelse i denne tradition er udgivelsen fra 1871, der kombinerede et nyoversat GT med en ny udgivelse af NT foretaget under Frederik 6. i 1819.

### Tredje fase: De moderne oversættelser (1900-tallet)
I løbet af 1800-tallet var den moderne bibelkritik for alvor slået igennem, og især den historisk-kritiske metode havde bibragt bibelforskningen en lang række nye erkendelser, som man fandt det nødvendigt at få med i oversættelsesarbejdet, ligesom moderne sprogvidenskab og nyere tekstfund fra antikken havde bidraget med en væsentlig udvidet forståelse af de bibelske grundsprog og den bibelske grundtekst. Det resulterede i et brud med den resen-svaningske tradition, væsentligst med nyoversættelsen af GT fra 1931 og af NT fra 1948, som gjorde brug af disse nye forståelser, og som samtidig brød med den gamle tradition om at forsyne de bibelske tekster med forord og sammenfatninger, der skulle sikre læseren den rette forståelse af teksten. Det seneste skud på denne tradition er den komplette bibeloversættelse fra 1992, som er Folkekirkens officielle og autoriserede bibeloversættelse.
Den autoriserede oversættelse fra 1992 (DO92) er efterfølgende blevet mødt med massiv kritik af semitiske filologer og religionshistorikere, der mener, at Bibelselskabet, som stod for oversættelsen, har vist alt for mange hensyn til den kirkelige "højrefløj" ved prøveoversættelsen. Det er kommet til udtryk ved, at de ca. 300 citater fra den jødiske bibel ("GT") i Det Nye Testamente (NT) og de mange tusinde allusioner fra NT til GT er blevet tilpasset, så begge værker fremstår som én (kristen) frelseshistorisk enhed. Det gør at brugere af den autoriserede oversættelse får præsenteret jødedommens hellige skrifter ("GT") ud fra et kristent-konfessionelt grundlag.

### Andre oversættelser
Sideløbende med disse tre versioner er der udkommet en lang række andre delvise eller komplette bibeloversættelser, som ikke lader sig indordne under disse faser. Det drejer sig fx om oversættelser med andre konfessionelle standpunkter – bl.a. de jødiske oversættelser af torahen ved Wolff (1894) og Friediger (1924), den katolske oversættelse af NT ved Peter Schindler (1953) og "Ny Verden-oversættelsen" fra 1985 udgivet af Jehovas Vidner – mere filologisk orienterede oversættelser som Frants Buhls oversættelse af GT fra 1910 eller forsøg på at anlægge en mere hverdagssproglig stil som med Bibelen på hverdagsdansk, Seidelins oversættelse eller "Den Nye Aftale" fra 2007.

## Strid om oversættelsen af Guds navn
I den hebræiske bibel omtales skaberen, Gud, ved sit egennavn JHWH (hebræisk: יהוה – ofte gengivet Jahve eller Jehova), der med sine omkring 7.000 forekomster er langt det hyppigst forekommende navn i Bibelen, men af historisk-religiøse grunde har været et stridspunkt.
Fx skriver sognepræst Christian Andreas Hermann Kalkar i forordet til sin oversættelse fra 1847 "At Udtrykket Jehova er brugt istedetfor 'Herren' behøver vel intet Forsvar", hvorimod J. Chr. Lindberg om sin samtidige oversættelse mener det modsatte. I den autoriserede oversættelse af GT fra 1931 valgte man konsekvent at skrive ”HERREN” med kapitæler for at synliggøre de mange tusinde steder, hvor den hebræiske tekst anvender egennavnet JHWH.
Da "Ny Verden-Oversættelsen" udkom i 1985 og oversatte navnet med "Jehova" i både GT og NT, omtalte præsten Paul Vedel oversættelsen som "Kvaksalveri, fastelavnsløjer og humbug." Men i forbindelse med den autoriserede oversættelse fra 1992 siges der i forbindelse med Guds navn: "Det videnskabelige syn må selvfølgelig være, at Jahve-navnet må med i oversættelsen, fordi det faktisk står som navn i teksten.", og "at oversætterne ved projektets start var indstillet på at anvende 'Jahve' i oversættelsen; et ønske der imidlertid blev underkendt af kirkelige hensyn". Den autoriserede oversættelse fra 1992 erstatter derfor navnet med "Herren", bortset fra 13 steder. "Ny bibeloversættelse: Annoteret prøveoversættelse" fra 2001 oversætter navnet med "Jahwæ", idet der gives en række videnskabelige begrundelser herfor.
Guds navn er på dansk blevet oversat med Jehova, senere Jahve, men i de fleste tilfælde erstattet med titlen "Herren". Det er i modsætning til oversættelsen af andre vigtige bibelske navne som Jesus og David, der aldrig været genstand for strid, idet stort set alle oversættelser har beholdt den traditionelle danske skrivemåde.

## Liste over danske bibeloversættelser – med årstal for publicering
Én stjerne (*) efter årstallet betyder at oversættelsen gengiver Guds navn med Jehova, Jahve eller Jahwæ mindst ét sted, mens to stjerner betyder at oversættelsen gengiver navnet de ca. 7.000 gange tetragrammet forekommer i håndskrifterne.

### 2000 - 2020
- 2020 Bibelen 2020. "Bibelen i et mundret og nutidigt sprog"[9], revideret udgave af "Den nye aftale" fra 2007 plus ny oversættelse af GT. Det Danske Bibelselskab.
- 2017** Bibelen - Ny Verden-Oversættelsen[10], ny udgave i et "nutidigt og letforståeligt sprog"[11], publiceret samtidigt på dansk, norsk og svensk (og NT på grønlandsk i 2021).
- 2015* Studiebibelen - Den autoriserede oversættelse fra 1992 med indledninger og kommentarer.[12] Omtales fejlagtigt af Det Danske Bibelselskab som "den første danske studiebibel"[13]. (Se 1993)
- 2007 Den Nye Aftale. Det Nye Testamente på nudansk. Det Danske Bibelselskab
- 2007 Nyrevideret Bibel på hverdagsdansk. International Bible Society [14]
- 2001* Ny bibeloversættelse: Annoteret Prøveoversættelse. Da Gud begyndte kap. 1-12, Jeshajahu kap. 1-12 (videnskabelig oversættelse) oversat af J.-A. P. Herbener m.fl.[15]

### 1900 - 1999
- 1998 Det Gamle Testamentes apokryfe bøger. Det Danske Bibelselskab
- 1997 Det Nye Testamente. Den Hellige Skrifts Kanoniske Bøger af Ole Wierød.[16]
- 1993** Ny Verden-Oversættelsen af De Hellige Skrifter[10], revideret udgave med oprindelse i 1985-udgaven. Ud over den almindelige udgave også i stort format som den første danske studiebibel[17][18], med bibelordbog med 18.000 henvisninger, 12.000 fodnoter og 43 tillæg[19].
- 1992* Den autoriserede oversættelse[20] – første autoriserede nyoversættelse af hele Bibelen til dansk i 385 år[21]
- 1992 Bibelen på hverdagsdansk [22]
- 1985** Ny Verden-Oversættelsen af De Hellige Skrifter, oversat af Jehovas Vidner – første privatoversættelse af hele Bibelen til dansk i 129 år.[21]
- 1985 Det Nye Testamente på hverdagsdansk
- 1974 Det Nye Testamente. Oversat af Anna Sophie og Paul Seidelin
- 1968* Kommentar Jerusalem-bibelen
- 1953 Peter Schindler: Det Nye Testamente
- 1948 Den autoriserede oversættelse af Det Nye Testamente
- 1932 Rosenørn-Lehn
- 1931 Den autoriserede oversættelse af Det Gamle Testamente – baseret på Septuaginta
- 1926 Den nye Pagts Skrifter oversat af S. Konstantin-Hansen
- 1920 Det Gamle Testamentes Apokryfer (videnskabelig oversættelse) oversat af Frants Buhl
- 1924 Friediger; jødisk
- 1910* Det Gamle Testamente (videnskabelig oversættelse) oversat af Frants Buhl m.fl.
- 1907 Den autoriserede oversættelse af Det Nye Testamente [23]
- 1906* Brandes
- 1906 Offerdahl

### 1800 - 1899
- 1895 Axel Sørensen: Den Nye Pagts Breve
- 1894 Wolff; jødisk
- 1893 J.L.V Hansen
- 1886 Det Nye Testamente oversat af Dr. T. Skat Rørdam
- 1881 Axel Sørensen: Den Nye Pagts Historiske Bøger
- 1871 Det Danske Bibelselskab Revision af biskop Hans Svanes 1647 Revision af biskop Hans Poulsen Resens Oversættelse af 1607.[24]
- 1866 Biblen eller den kristne kirkes hellige Skrift, oversat fra Grundtexten af Dr. Jac. Chr. Lindberg, Forlagsbureauet i Kjobenhavn
- 1856 Jacob Chr. Lindbergs Bibeloversættelse
- 1850 Rothe, Salmerne
- 1847** Bibelen eller Den Hellige Skrift, oversat fra grundteksten af Teolog Christian A. H. Kalkar.
- 1828* Møller & Møller
- 1819 Frederik VI's Nye Testamente[25] Bibel PDF's & Accordance Software Module

### 1700 - 1799
- 1797 Jens Bechs Nye Testamente
- 1797* Michaelis
- 1794 Ove Høegh-Guldbergs Nye Testamente
- 1792 Bastholm
- 1785 Jens Bechs Gamle Testamente
- 1784 Nicolai E. Balles Nye Testamente
- 1781* Johan Chr. Schöenheiders Ordsprogenes Bog
- 1780 Christian Bastholms Nye Testamente
- 1740 Christian VI's Bibel

### 1600 - 1699
- 1647 Den Resen-Svaningske Bibel – Hans Svanes revision af Resens oversættelse
- 1633 Christian IV's Bibel
- 1607 Hans Poulsen Resens bibeloversættelse fra grundsprogene

### 1500 - 1599
- 1589 Frederik II's Bibel
- 1550 Christian III's Bibel – første komplette Bibel på tryk
- 1539 Peder Tidemands Dommerbogen
- 1535 Hans Tausens De Fem Mosebøger
- 1529 Christiern Pedersens Nye Testamente
- 1528 Frands Vormodsens Salmernes Bog
- 1524 Christian II's Bibel – første danske Bibel på tryk (kun Det Nye Testamente)

### 1400 - 1499
- 1480 Bibelens første 12 bøger (Håndskrift, sandsynligvis fra Birgittinerklosteret i Mariager, Det Kongelige Bibliotek)

### Sekundærlitteratur
- Lohses Store Bibelleksikon, bind 1, Lohses Forlag, Fredericia 1999. ISBN 87-564-5481-3
- Herbener P. Jens André: Bibeloversættelse mellem konfession og videnskab, Reitzel forlag 2004..
- Lisbet Kjær Müller og Mogens Müller. Bogen om Bibelen, Politikens Forlag 2004. ISBN 87-567-7023-5
- Stoklund Larsen, B. (2019). Når Bibelen oversættes. København: Bibelselskabets forlag.